# دانيال كريغ (متزلج سريع)
دانيال كريغ (بالإنجليزية: Daniel Greig)‏ هو متزلج سريع أسترالي، ولد في 13 مارس 1991 في ملبورن في أستراليا.

## وصلات خارجية
- دانيال كريغ على موقع SpeedSkatingBase.eu (الإنجليزية)
- دانيال كريغ على موقع SpeedSkatingNews.info (الإنجليزية)
- دانيال كريغ على موقع SpeedSkatingStats.com (الإنجليزية)
- دانيال كريغ على موقع اللجنة الأولمبية الدولية (الإنجليزية)
- دانيال كريغ على موقع أوليمبيديا (الإنجليزية)
- دانيال كريغ على موقع اللجنة الأولمبية الأسترالية (الإنجليزية)